# Uripao albizonata
Uripao albizonata là một loài bướm đêm trong họ Noctuidae.